# Neja
Neja é um género botânico pertencente à família Asteraceae. Os membros são plantas rupícolas ou terrícolas, ocorrendo sob a forma de subarbustos.
O género foi descrito por David Don e publicado em Hortus Britannicus, ed. 2 299. 1830.
Este género não se encontra listado no sistema de classificação filogenética Angiosperm Phylogeny Website.
Trata-se de um género aceite por diversos autores.

## Distribuição
O género ocorre e é nativo do Brasil, em pampas e na mata atlântica, ocorrendo em São Paulo, Paraná, Rio Grande do Sul e Santa Catarina. No Brasil ocorrem duas espécies: Neja filiformis (Spreng.) Nees e Neja pinifolia (Poir.) G.L.Nesom

## Espécies
Segundo o The Plant List, este género tem 18 nomes descritos mas não possui nomes aceites. Possui 6 espécies que são indicadas como sinónimos:
- Neja ciliaris DC. = Hysterionica filiformis (Spreng.) Cabrera
- Neja filiformis (Spreng.) Nees = Hysterionica filiformis (Spreng.) Cabrera
- Neja macrocephala DC. = Asteropsis macrocephala Less.
- Neja pinifolia (Poir.) G.L.Nesom = Hysterionica pinifolia (Poir.) Baker
- Neja pulvinata (Cabrera) G.L.Nesom = Hysterionica dianthifolia (Griseb.) Cabrera
- Neja tenuifolia DC. = Hysterionica filiformis (Spreng.) Cabrera

Acima são indicadas as espécies sinónimas, logo após ao sinal de igual, sendo 5 do género Hysterionica e 1 do género Asteropsis.